# Cima del Nibbio
Cima del Nibbio (1.054 m s.l.m.) è una montagna dei Monti Ausoni nell'Antiappennino laziale.
Si trova nel Lazio tra le province di Frosinone e quella di Latina, tra i comuni di Vallecorsa e Lenola.